# التیزلی
التیزلی (به انگلیسی: Eltisley) یک محله مدنی و روستا در بریتانیا است که در کمبریج‌شر جنوبی واقع شده‌است. التیزلی ۴۰۱ نفر جمعیت دارد.